# Capanna Como
La capanna Como è un rifugio alpino situato a 1790 m s.l.m. nel comune di Livo (CO), in val Darengo. Sorge su un poggio panoramico presso il Lago Darengo.

## Caratteristiche e informazioni
Edificata nel 1892, e completamente ristrutturata nel 2006, la capanna Como costituisce il più antico rifugio di proprietà del CAI di Como, che la detiene in gestione diretta. È dotato di stoviglie, di stufa a legna, cucina a gas, acqua corrente, servizi interni, locale lavanderia, materassi per dormire, illuminazione grazie ai pannelli solari e telefono di emergenza. Non è presente un gestore sul posto, quindi l'utilizzo è in auto-gestione.
Posti letto: 23 (11 durante la pandemia da covid-19).
Al rifugio si accede da giugno a settembre/ottobre mediante un sistema di prenotazione e pagamento on line che rilascia un codice di accesso da digitare in loco per l'apertura della porta, quindi senza uso di chiavi. Per costi, prenotazioni e altre informazioni: http://www.caicomo.it/i-rifugi/rifugi/capanna-como.

## Accessi
Partenza da Livo, località Crotto Dangri 642 m, tempo di percorrenza quattro ore e mezza.
Difficoltà: E (nella stagione invernale: EE). Il sentiero è ben segnalato e si sviluppa attraversando dapprima foreste decidue di castagni e faggi, alpeggi erbosi, per poi passare a pinete e spogli terreni di montagna caratterizzati da erba e arbusti. Per quasi tutta la sua lunghezza il sentiero si snoda tenendosi a lato del torrente Livo che parte dal lago Darengo per sfociare nel lago di Como.

## Ascensioni
- Pizzo della Gratella - 2.230 m[2]
- Pizzo San Pio - 2.304 m[3]

## Traversate
- al lago di Cama per il passo dell'Orso
- a Corte Terza e Bodengo per la Bocchetta di Correggia, punto tappa per l'alta via del Lario.